# Eleccions municipals de 2019 a Vinyols i els Arcs
Les eleccions municipals de 2019 a Vinyols i els Arcs van ser unes eleccions locals que es van celebrar el diumenge 26 de maig de 2019 a Vinyols i els Arcs, al Baix Camp, com a part de les eleccions municipals espanyoles. Es van triar els 9 regidors de l'Ajuntament de Vinyols i els Arcs.

## Sistema electoral
Les eleccions als ajuntaments de l'Estat espanyol estan fixades per celebrar-se el quart diumenge de maig cada quatre anys. El sistema electoral fa servir la regla D'Hondt amb representació proporcional, llistes tancades i una barrera electoral del 5% dels vots vàlids, que inclou els vots en blanc. La votació per a l'assemblea local es basa en el sufragi universal.
En les eleccions municipals, la circumscripció electoral és en l'àmbit municipal i el nombre d'escons (o sigui, regidors) a triar del municipi es determina en funció del nombre d'habitants censats en aquest municipi. En el cas de Vinyols i els Arcs, en tenir 1.470 persones censades, l'hi correspon 9 regidors.

## Candidatures
El 30 d'abril del mateix any, la Junta Electoral de Zona de Reus va proclamar les quatre candidatures del municipi de Vinyols i els Arcs en el Butlletí Oficial de la Província de Tarragona.
1. Vinyols i Els Arcs - Acord Municipal (VA - AM)
2. Partit dels Socialistes de Catalunya-Candidatura de Progrés (PSC-CP)
3. Ciutadans-Partido de la Ciudadanía (Cs)
4. Partit Popular (PP)

## Jornada electoral

### Constitució de les meses
En aquell moment, Vinyols i els Arcs tenia una població de 1.974 habitants, dels quals 1.470 persones van ser cridades a votar a una de les urnes de les 3 meses que es van constituir al municipi.

### Participació
La participació en aquestes eleccions va ser de 73,9%, el qual cosa implica que un total de 1.087 ciutadans del municipi van decidir exercir el seu dret a vot. Comparant aquesta participació amb la mitjana catalana, Vinyols i els Arcs ha registrat una xifra més alta, situant-se en 9,1 punts percentuals per sobre.
A continuació, es presenta una taula amb els percentatges de participació registrats a diferents hores del dia de les eleccions:
| Hores              | Vinyols i els Arcs |
| ------------------ | ------------------ |
| Participació (14h) | 41,5% ( 1,8%)      |
| Participació (18h) | 60,6% ( 1,8%)      |
| Participació (20h) | 73,9% ( 1,0%)      |